# ريكارو
تمتلك ريكارو القابضة (Recaro Holding)، بصفتها الشركة الأم لمجموعة ريكارو (Recaro Group)، العلامة التجارية ريكارو (Recaro) والشركات العاملة بشكل مستقل ريكارو لمقاعد الطائرات (Recaro Aircraft Seating) ومقرها في شفايبيش هال و ريكارو لمقاعد الألعاب (Recaro eGaming) ومقرها في شتوتغارت، ألمانيا. يتم تشغيل مناطق العمل ريكارو لمقاعد السيارات (Recaro Automotive Seating) و ريكارو كيدز (Recaro Kids) من قبل المرخص لهم.

## تاريخ

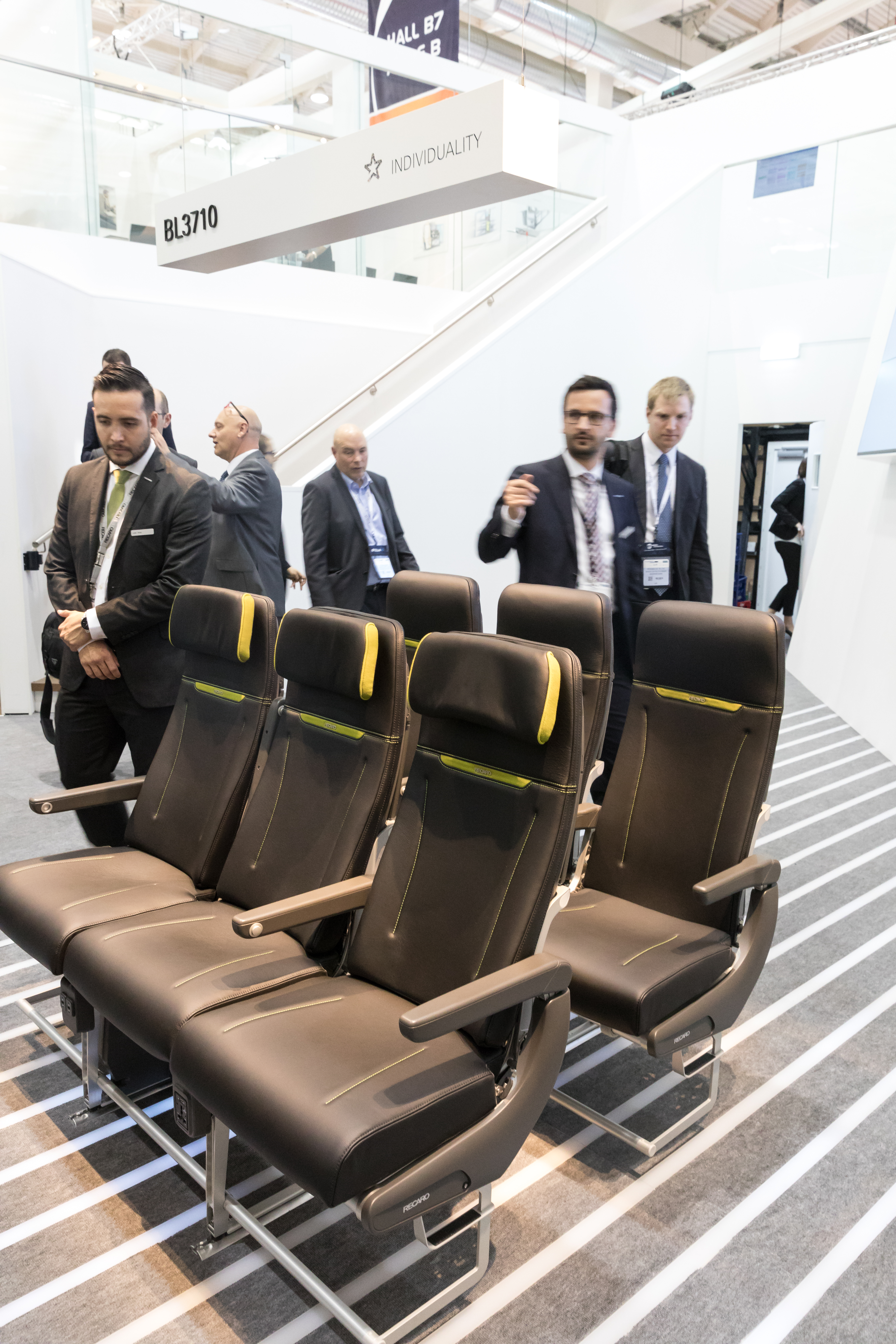
مقاعد طائرات ريكارو

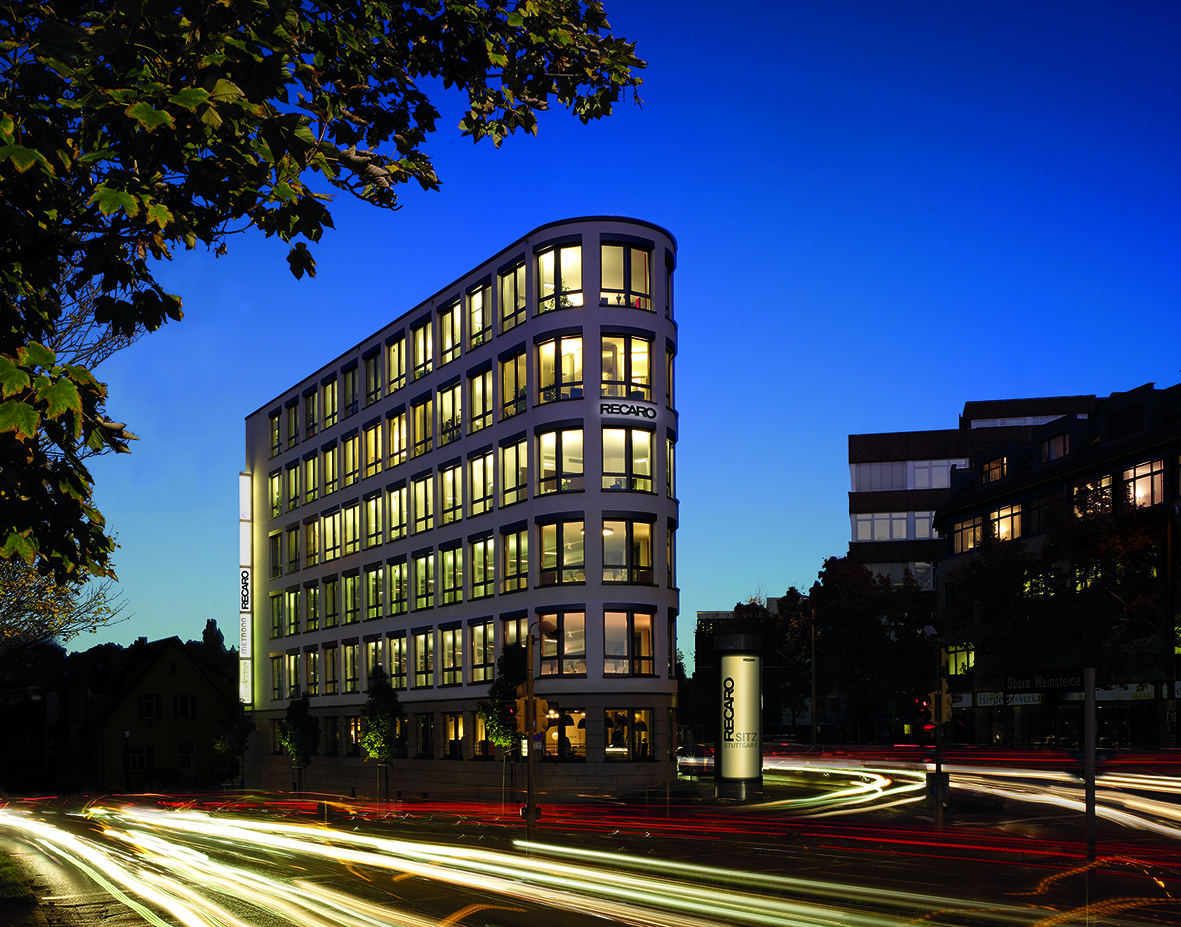
ريكارو - المقر الرئيسي في شتوتغارت

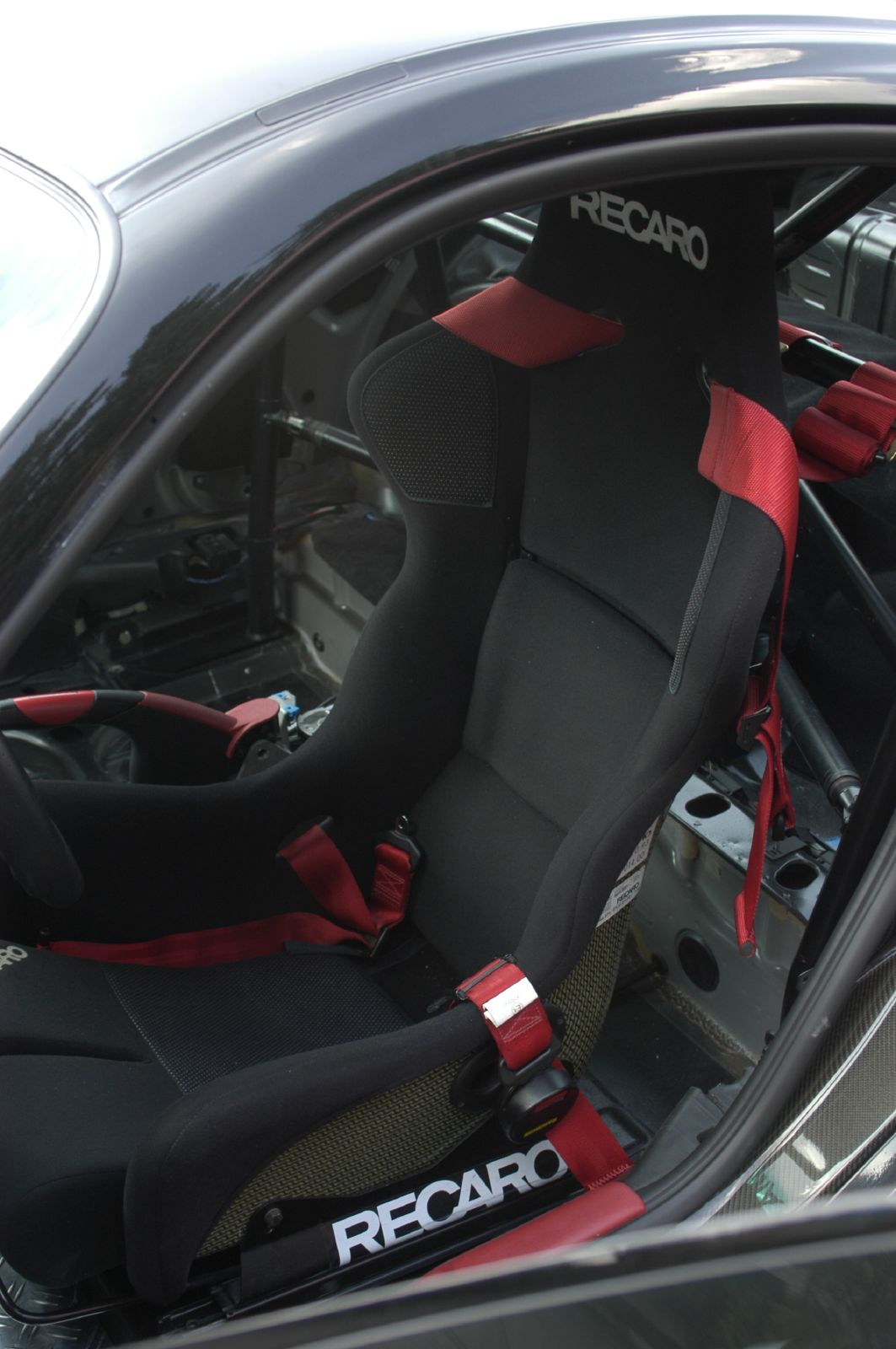
مقاعد ريكارو الرياضية في Gemballa GTR 600 Evo

تأسست في 1 أكتوبر 1906 من قبل فيلهلم ريوتر باسم (Stuttgarter Carosserie und Radfabrik)، اشتهرت الشركة ببناء أجسام الليموزين خلال عشرينيات القرن الماضي. في عام 1909، انضم ألبرت ريوتر، شقيق فيلهلم، إلى الشركة كشريك ومدير تجاري. تغيير الاسم إلى (Stuttgarter Karosseriewerk Reutter & Co.)، المالك فيلهلم ريوتر (W. & A. Reutter). في 24 يوليو 1909، تم تقديم براءة اختراع «سقف قابل للطي مع مظلة، خاصة للسيارات». كانت هذه «الهيئة الإصلاحية» المزعومة سباقة بناءة للسيارة القابلة للتحوي. والنتيجة هي أجسام بما في ذلك التركيبات الداخلية لجميع الشركات المصنعة المعروفة تقريبًا في ذلك الوقت، ولا سيما دايملر-بنز (والسلف) وكذلك كيمنتس فانداغا (Wanderer-Werke). في عام 1919، حدث التحول التدريجي من الإنتاج الفردي إلى الإنتاج الضخم. 1930 دخل ريوتر في شراكة مع مكتب تصميم بورشه. منذ عام 1931، قامت شركة ريوتر بتصنيع الهياكل الأولى لأنواع بورشه 7 و 8 و 9 و 12 و 32. 1936 بعد الوصول إلى الحد الأقصى لسعة المصنع الرئيسي في (Augustenstraße)، تم بناء مصنع ثان في (Zuffenhausen). بعد مرور عام في عام 1937، تلقى ريوتر أمرًا لإنتاج نموذج فولكس فاجن الأولي من السلسلة VW 303. بعد عامين في عام 1939، أصبح لدى الشركة الآن حوالي 900 موظف. 1944 تعرض المصنع الرئيسي في (Augustenstraße) لأضرار بالغة في غارة جوية. تقلص القوة العاملة إلى 94 شخصًا. في عام 1949، بدأت بورش في إشراك الشركة في بناء أجسام سيارات بورش 356 الرياضية.
في عام 1953، سجلت الشركة براءة اختراع لـ «تركيب المفصلة للمقاعد المنجدة مع مسند ظهر قابل للتعديل»، وهو مقعد قابل للإمالة من ريوتر. 1954 اكتمال الهيكل رقم 5000 لسيارة بورش 356. في عام 1956، احتفلت شركة (Stuttgarter Karosseriewerk Reutter & Co. GmbH) بالذكرى الخمسين لتأسيسها. في نفس العام، غادرت الهيئة رقم 10000 لشركة بورش المصنع، والذي كان يعمل فيه 900 شخص.
في عام 1963، استحوذت بورش على مصنع هياكل السيارات. ما تبقى تمت إعادة تسميته إلى ريكارو (REutter-CAROsserie)، وتم تحويل التركيز إلى المقاعد الراقية. بدأت الشركة في إنتاج مقاعد OEM لبورشه، وخط منفصل من مقاعد ما بعد السوق. في عام 1965، قدمت ريكارو أول مقعد رياضي ريكارو في معرض فرانكفورت للسيارات. في عام 1967، بدأت ريكارو في بناء منشأة إنتاج في شفايبيش هال. في عام 1969، باعت عائلة ريوتر الشركة لثلاث شركات، كيبر وهوبر وفاغنر وميتزلر، بسبب مشاكل اقتصادية. في عام 1971، أنتجت ريكارو أول مقاعد الطائرة تحت اسم (Recaro Air Comfort) بموجب ترخيص من الشركة المصنعة الأمريكية (Hardman Aerospace). بعد ذلك بوقت قصير، أطلقت ريكارو أول مقعد لها على متن الطائرة، ما يسمى ريكارو 2020، وباعته إلى لوفتهانزا، من بين آخرين. في عام 1974، اعتمد المقعد الأول لرياضة السيارات على مقعد (Recaro Professional) ذو الصدفة الكاملة. في عام 1983، اشترت «كيبر» (Keiper) جميع الأسهم في ريكارو وأنشأت «كيبر ريكارو» (Keiper Recaro) في كيرشهايم.
بعد إعادة الهيكلة في عام 1997، أصبحت ريكارو شركة مستقلة مرة أخرى. نتج عن ذلك أربع شركات مستقلة قانونًا واقتصاديًا، بما في ذلك (Recaro Aircraft Seating GmbH &amp; Co. KG). بعد مرور عام، في عام 1998، قدمت ريكارو أول مقعد متنامي للأطفال. في عام 2004، اشترت ريكارو الشركة التقليدية ("Storchenmühle")، والتي تركز على إنتاج مقاعد الأطفال. في عام 2006، احتفلت الشركة بالذكرى المئوية لتأسيسها. في يونيو 2011، باعت ريكارو قسم مقاعد السيارات لشركة جونسون كنترولز، مورد سيارات مقره الولايات المتحدة. منحت عملية الاستحواذ شركة جونسون كنترولز أن تكون حاصلة على ترخيص من علامة ريكارو التجارية في صناعة السيارات، فضلاً عن الحق الحصري وغير المحدود في تسويق مقاعد ريكارو للسيارات والمركبات التجارية. تنتمي جميع شركات العلامات التجارية الأخرى الآن إلى مجموعة ريكارو شتوتغارت (RECARO Group Stuttgart)، وهي مالك العلامة التجارية ومرخص لها ريكارو لمقاعد السيارات (Recaro Automotive Seating).
في عام 2013، بعد إعادة الهيكلة، نقلت ريكارو القابضة مكتبها المسجل إلى شتوتغارت، ألمانيا. بعد انفصالها عن جونسون كنترولز في عام 2016، أصبحت ريكارو Automotive Seating الآن مملوكة لمورد السيارات أدينت. تواصل مجموعة ريكارو العمل كمرخص. في عام 2018، أوقفت «ريكارو لسلامة الطفل» عملياتها التجارية (بما في ذلك Storchenmühle)، ودخلت ريكارو القابضة في اتفاقية ترخيص عالمية مع مجموعة Artsana، والتي، بعد وقف عمليات «ريكارو لسلامة الطفل» (بما في ذلك Storchenmühle)، ستستمر في التطور، تصنيع وتوزيع مقاعد وعربات الأطفال المتميزة تحت الاسم التجاري «ريكارو كيدز»(Recaro Kids). في عام 2018 أيضًا، أنشأت ريكارو قسمًا يسمى ريكارو لمقاعد الألعاب (Recaro eGaming)، والذي يقوم بتسويق كراسي الألعاب. في عام 2019، أصبحت مقاعد ريكارو للألعاب متاحة للشراء.

## مجموعة ريكارو
تضم مجموعة ريكارو أقسام ريكارو لمقاعد الطائرات (Recaro Aircraft Seating) وريكارو لمقاعد الألعاب (Recaro eGaming) وريكارو القابضة نفسها.

### ريكارو القابضة
تعمل ريكارو القابضة كشركة قابضة لمجموعة ريكارو وتشمل مجالات الإستراتيجية والتمويل والموارد البشرية والقانون بالإضافة إلى التصميم والعلامة التجارية والاتصالات وإدارة الابتكار. يقع المقر الرئيسي لشركة ريكارو القابضة في شتوتغارت منذ مايو 2013.

### مقاعد ريكارو للطائرات
ريكارو لمقاعد الطائرات (Recaro Aircraft Seating) هي شركة مطورة ومصنعة لمقاعد الطائرات. بدأ إنتاج مقاعد الطائرات في عام 1971 بموجب ترخيص تحت اسم (Recaro Air Comfort)، في البداية في شتوتغارت. منذ عام 1983، تم الإنتاج بالكامل في شفايبيش هال. تمتلك شركة (Recaro Aircraft Seating GmbH & Co. KG) أيضًا مصانع إنتاج في بولندا وجنوب إفريقيا والولايات المتحدة الأمريكية والصين بالإضافة إلى مقرها الرئيسي في شفايبيش هال.
في عام 2004، استحوذت ريكارو لمقاعد الطائرات (Recaro Aircraft Seating) على غالبية (AAT Composites) في جنوب إفريقيا - وهي شركة تصنع منتجات لصناعة الطيران من مركبات الألياف.

### ريكارو قيمنق
منذ بداية عام 2018، أصبحت (Recaro Gaming GmbH & Co. KG)، ومقرها شتوتغارت، جزءًا من مجموعة ريكارو. مع تأسيس هذه الشركة الجديدة، تضع ريكارو نفسها كمورد لمقاعد الألعاب المتميزة في سوق الألعاب الإلكترونية والرياضات الإلكترونية سريعة النمو. تقدم الشركة أول نموذج أولي لمقعد الألعاب في معرض غيمز كوم 2018 في كولونيا.

## ريكارو كمرخص

### مقاعد السيارات ريكارو
تم بيع قسم مقاعد السيارات في ريكارو، وهو مصنع لمقاعد السيارات، إلى مورد السيارات الأمريكي جونسون كونترولز في عام 2011. منذ عام 2016، أصبحت «ريكارو لمقاعد السيارات» (Recaro Automotive Seating) ملكًا لمورد السيارات أدينت (Adient) بعد انفصالها عن جونسون كونترولز. ومع ذلك، تواصل مجموعة ريكارو العمل كمرخص.

### ريكارو كيدز
أنهت شركة «ريكارو لسلامة الطفل» (Recaro Child Safety GmbH & Co. KG)، التي يقع مقرها الرئيسي في ماركتلوغاست، والتي اندمجت مع شركة (Storchenmühle) العريقة في عام 2004، عملياتها التجارية في 31 يوليو 2018. في نهاية أكتوبر 2018، وقعت ريكارو القابضة ومجموعة أرتسانا اتفاقية ترخيص عالمية. تغطي الاتفاقية تطوير وإنتاج وتوزيع مقاعد وعربات الأطفال المتميزة تحت الاسم التجاري ريكارو كيدز.

## المؤلفات
- فرانك جونغ: بورش 356 - من صنع ريوتر. ديليوس كلاسينغ، بيليفيلد 2011،(ردمك 978-3-7688-3270-0).
- Uta & Helmut Jung: Stuttgarter Karosseriewerk Reutter - von der Reform-Karosserie zum Porsche 356. ديليوس كلاسينغ، بيليفيلد 2006،(ردمك 3-7688-1829-2).
- فرانك جونغ: ريكارو: الجلوس في الحركة. ديليوس كلاسينغ، 2016،(ردمك 978-3-667-10313-0).

## روابط خارجية
- الموقع الرسمي